# Huawei AppGallery
Huawei AppGallery (ou simplement AppGallery) est un gestionnaire de paquets et une plateforme de distribution d'applications, développés par Huawei pour le système d'exploitation Android. AppGallery est utilisé par 420 millions d'utilisateurs actifs sur 700 millions d'appareils Huawei, et est préinstallé sur tous les nouveaux appareils de la marque. Depuis que les nouveaux appareils de Huawei ont perdu l'accès aux services mobiles de Google en mai 2019, la société ne peut plus utiliser les applications Google sur certains de ses nouveaux téléphones, en particulier le Mate 30, et a commencé à commercialiser des téléphones en utilisant uniquement AppGallery et Huawei Mobile Services (HMS) sans les services Google Play installés.

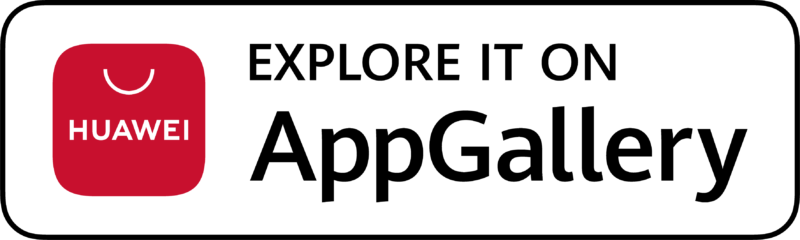
Badge AppGallery avec le texte "Explore it on AppGallery"

## Voir également
- EMUI
- Google Play